# T Tauri
T Tauri (T Tau / HD 284419 / HIP 20390) es una estrella variable en la constelación de Tauro que da nombre a un tipo de variables que llevan su nombre, las estrellas T Tauri. Fue descubierta en octubre de 1852 por John Russell Hind y forma parte del cúmulo de las Híades, no lejos de la estrella Ain (ε Tauri). Estudios recientes sitúan a T Tauri a 481 años luz de distancia del sistema solar.

## Situación
T Tauri se encuentra físicamente cerca de NGC 1555, nebulosa de reflexión conocida también como nebulosa de Hind. Está iluminada por T Tauri, y al ser esta una estrella variable, la nebulosa también varía en brillo. La nebulosa NGC 1554, observada por Otto Struve en 1958, fue también relacionada con T Tauri, pero desapareció —o quizás nunca llegó a existir— y hoy se la conoce como la nebulosa Perdida de Struve. La misma T Tauri está situada dentro de una nebulosa muy pequeña, descubierta por Shelburn Burnham en 1890, y conocida en su honor como Nebulosa de Burnham.
A 30 segundos de arco al oeste del punto más brillante de NGC 1555, se ha descubierto un objeto Herbig-Haro que pudiera estar relacionado con la propia T Tauri.

## Características físicas
T Tauri es un sistema estelar de al menos tres componentes, de las que sólo una es observable en el espectro visible. Esta última es una joven estrella amarillo-naranja con sólo 1 millón de años de edad y que aún no ha entrado en la secuencia principal, por lo que no ha comenzado la fusión de hidrógeno en su núcleo. Todavía tiene un diámetro muy grande, pero está colapsando. Gira muy deprisa y es una estrella bastante activa.
Las otras dos componentes brillan en el infrarrojo y una de ellas también es una radiofuente. Observaciones en radiofrecuencias con el Very Large Array (VLA) permitieron ver como una pequeña estrella del sistema cambió de forma drástica su órbita después de un encuentro próximo con una de sus compañeras y puede haber sido expulsada del mismo.

## Variabilidad
Como las variables de su clase, T Tauri es una variable irregular. Las curvas de luz de este tipo de estrellas muestran una variación impredecible a través de un amplio rango de amplitudes y períodos. T Tauri ha llegado a alcanzar magnitud aparente +9,3 para llegar a palidecer hasta magnitud 14, con una variabilidad que tiene lugar en diferentes escalas de tiempo. A largo plazo se observa que la estrella aumentó ligeramente su brillo en 1967, seguido de un pequeño descenso, para volver a su máximo brillo en 1984. A corto plazo, la estrella varía unas décimas de magnitud a lo largo de un día sin un patrón definido.